# Česká Mez
Česká Mez, historicky též Čechomez nebo Čehomez, (německy Böhmisch Rain) je malá vesnice, katastrální území o rozloze 0,37 km2  a část obce Sázava v okrese Žďár nad Sázavou. Nachází se na moravské straně historické zemské hranice Čech a Moravy asi 1 km na jihovýchod od Sázavy. V roce 2009 zde bylo evidováno 22 adres. V roce 2001 zde trvale žilo 40 obyvatel. Česká Mez byla původně částí obce Matějova.

## Název

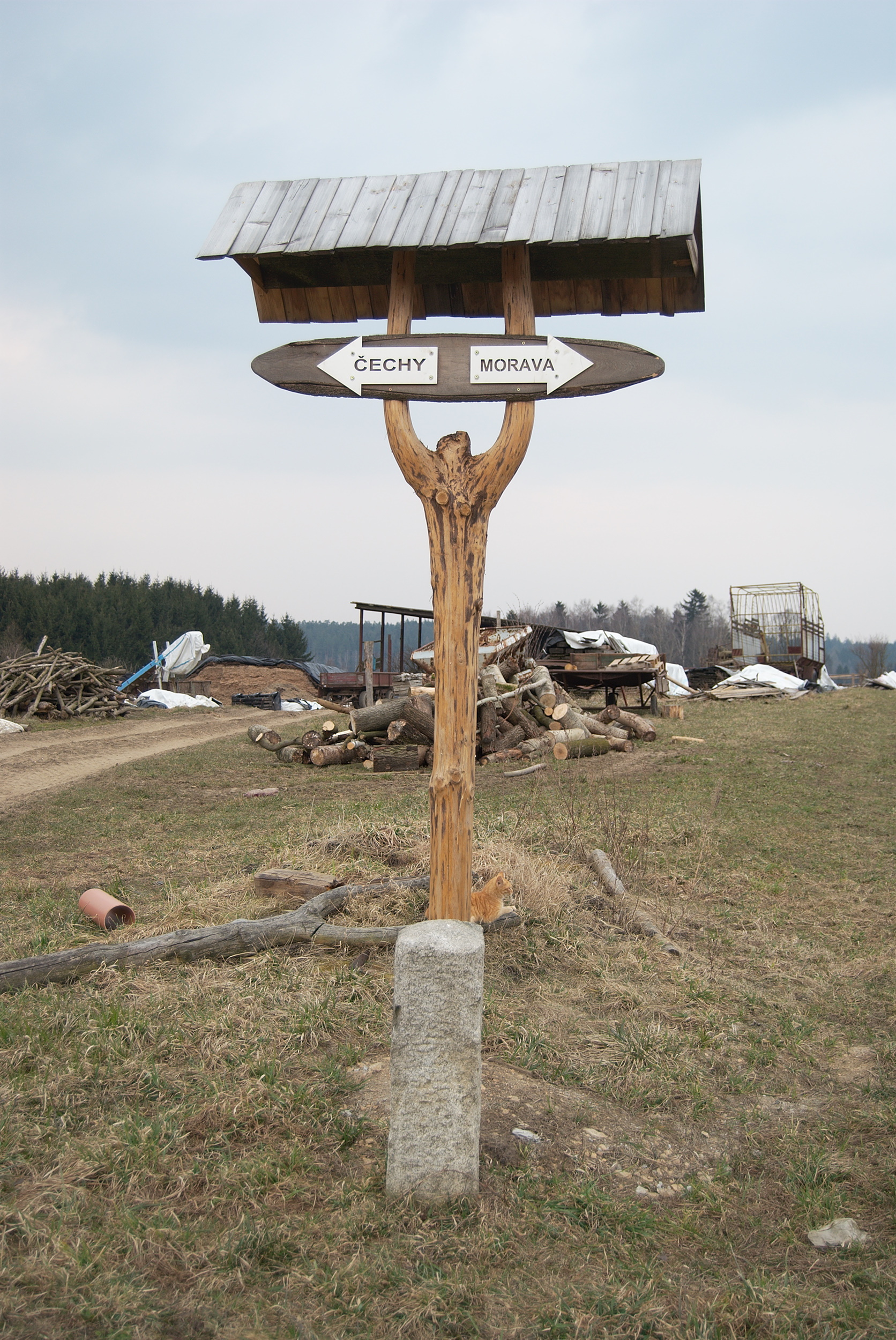
Novodobý kámen označující zemskou hranici Čech a Moravy u České Meze

Na místě zaniklé vesnice Babín (jejíž jméno bylo odvozeno od osobního jména Baba a znamenalo "Babův majetek") byla v 17. století založena nová osada nazvaná podle polohy u hranice Moravy a Čech Čechomez, což bylo změněno roku 1924 na Česká mez.

## Historický přehled
Česká Mez, dříve zvaná též Čechomez, lidově označovaná jako Babín, vznikla roku 1616 a až do roku 1980 náležela vždy k Matějovu. Na mapách císařských otisků stabilního katastru má samostatný katastr, který však zahrnoval pouze část současného katastru; zbytek náležel ke katastru Matějova. Později byly oba katastry sloučeny do nového k. ú. Matějov-Česká Mez. K obnovení samostatného katastru došlo rozhodnutím ONV Žďár nad Sázavou č.j. 293/60 k 1. červenci 1960. K obci Sázava byla Česká Mez připojena k 1. červenci 1980.